# الهيئة العامة للتخطيط العمراني (مصر)
الهيئة العامة للتخطيط العمراني هي هيئة حكومية مصرية تابعة لوزارة الإسكان والمرافق والمجتمعات العمرانية، أنشأت بقرار رئيس جمهورية مصر العربية رقم 1093 لسنة 1973، تعمل على رسم السياسة العامة للتخطيط والتنمية العمرانية، وإعداد مخططات وبرامج التنمية على كافة التقسيمات الإدارية في مصر.

## التشريعات المُنظِمة
- قرار رئيس الجمهورية رقم 2102 لسنة 1965 في شأن تشكيل لجنة عليا لتخطيط القاهرة الكبرى والإشراف على تنفيذ مشروعاتها.[3]
- قرار رئيس الجمهورية رقم 3812 لسنة 1966 في شأن إنشاء اللجنة العليا للتخطيط الإقليمي والعمراني لمنطقة الإسكندرية.[4]
- قرار رئيس الجمهورية رقم 3813 لسنة 1966 في شأن تشكيل اللجنة الدائمة لتعمير منطقة شاطىء خليج السويس.[5]
- قرار رئيس الجمهورية رقم 1093 لسنة 1973 في شأن إنشاء الهيئة العامة للتخطيط العمراني.[6][7]
  - ألغي بموجبه:
    - قرار رئيس الجمهورية رقم 2102 لسنة 1965.
    - قرار رئيس الجمهورية رقم 3812 لسنة 1966.
    - قرار رئيس الجمهورية رقم 3813 لسنة 1966.

  - التعديلات:
    - قرار رئيس الجمهورية رقم 655 لسنة 1980.[8]
- قانون رقم 3 لسنة 1982 في شأن التخطيط العمراني.[9]
- قانون رقم 119 لسنة 2008 في شأن البناء.[10][11]
  - ألغي بموجبه:
    - القانون رقم 106 لسنة 1976 (فيما عدا المادة 13 مكرر).
    - القانون رقم 3 لسنة 1982.
    - المادة 9 من القانون رقم 136 لسنة 1981.
    - الفصل الثاني من الباب الثاني والفصل الثاني من الباب الرابع من القانون رقم 49 لسنة 1977.

  - التعديلات:
    - قانون رقم 23 لسنة 2015.[12]

  - اللائحة التنفيذية:
    - قرار وزاري رقم 144 لسنة 2009.[13]
    - قرار وزاري رقم 109 لسنة 2013.[14]
    - قرار وزاري رقم 272 لسنة 2013.[15]
    - قرار وزاري رقم 296 لسنة 2021.[16]
    - قرار وزاري رقم 410 لسنة 2021.[17]

## المهام
- إعداد المخططات الاستراتيجية للتنمية العمرانية القومية والإقليمية ومخططات المحافظات.
- إعداد دلائل الأعمال لمهام التخطيط العمراني المختلفة ووضع المعدلات والمعايير.
- مراجعة واعتماد الأحوزة العمرانية للمدن والقرى وتوابعها وذلك في إطار سياسة الدولة.
- إعداد وتطوير التشريعات المتعلقة بالتخطيط العمراني.

## وصلات خارجية
- الموقع الرسمي للهيئة.
- الصفحة الرسمية للهيئة على موقع فيس بوك.